# Juniperus
Juniperus L., più comunemente noto come ginepro, è un genere di piante della famiglia delle Cupressaceae, comprendente 60 specie legnose, arboree e arbustive, tra cui sette spontanee della flora italiana e adatte alla selvicoltura. Il genere è diffuso praticamente in tutto l’emisfero boreale (bacino del Mediterraneo, Africa settentrionale, Europa, Caucaso - Antille, Nord America - Giappone, Cina, Himalaya).

## Descrizione
Il genere Juniperus fa parte delle Gimnosperme. Presenta una scorza sottile e fibrosa che si stacca in strisce longitudinali.
Le foglie sono di forma variabile, aghiformi in giovani individui poi in età adulta squamiformi (come in J. thurifera, J. sabina, J. phoenicea) o aghiformi (es. J. communis, J. nana e J. oxycedrus). Le foglie sono ricche di stomi (le aghiformi portano linee stomatiche bianche nella pagina superiore), con un solo canale resinifero mediano.
Dal punto di vista riproduttivo il genere comprende specie in preponderanza dioiche. Gli strobili maschili sono piccoli con numerosi microsporofilli, da ovali a allungati, in porzione terminale del rametto (se le foglie sono squamiformi) o all’ascella delle foglie se queste sono aghiformi.
Gli strobili femminili sono formati da 3-8 squame (ciascuna portante 1-2 ovuli) maturanti in più anni. Si parla di coccola o galbulo: le squame diventano carnose e si saldano tra loro (colore differente a seconda della specie).
I semi sono privi di ala e sono trasportati da animali o espulsi perché il frutto marcisce.
Il portamento può essere arboreo o strisciante a seconda del tipo di habitat in cui la pianta si trova a vivere: un portamento strisciante sarà facile da rinvenire là dove agiscono venti impetuosi (sui promontori rocciosi mediterranei o alpini dove è possibile che la pianta cresca), ottimo esempio di plasticità del fenotipo in relazione alle condizioni ambientali.

## Distribuzione e habitat
Il ginepro è una pianta con poche esigenze idriche, per cui è facile trovarla in luoghi non facilmente popolabili da altre piante: montagne, dove le frequenti gelate rendono l'acqua scarsamente biodisponibile, e ambienti mediterranei, dove l'aridità la fa da padrona nei mesi estivi.

## Tassonomia

### Alcune specie
- Juniperus communis L. noto come ginepro comune è una conifera comune in luoghi aridi, incolti o boschivi fino ad altezze di 2.500 m s.l.m., con alcune sottospecie adattate alle alte quote. Appare quale arbusto o alberello sempreverde, alto da 1 a 10 m, con foglie lineari-aghiformi, pungenti, riunite in verticilli di tre. La pianta è dioica, cioè porta fiori, unisessuali, in due piante diverse, una con i fiori maschili e una con i fiori femminili. Questi producono poi le cosiddette bacche o coccole (che sono i coni femminili una volta avvenuta la fecondazione) con le quali si può fare la grappa al ginepro, mettendole sotto grappa con un po' di zucchero. I fiori maschili sono piccoli coni cilindrici-ovoidali di colore giallastro producenti gametofiti protetti in grani di polline. Quelli femminili appaiono come piccoli coni di colore verdastro. L'impollinazione avviene quando un granulo di polline atterra su di un fiore femminile della pianta; per cui ci vogliono due piante diverse perché questo avvenga. I semi maturano nell'autunno successivo all'impollinazione e sono racchiusi in un cono di colore brunastro chiamato galbulo; squamoso e pruinoso, è composto da quattro squame carnose saldate tra loro contenenti da uno a tre semi angolosi ricchi di un olio essenziale aromatico. Per il loro aspetto i coni sono facilmente scambiati per bacche e dunque volgarmente chiamati "bacche di ginepro". Sono ampiamente apprezzati per le loro doti aromatiche.
- Juniperus sabina L., chiamato volgarmente ginepro sabina o più semplicemente sabina, è un arbusto cespuglioso prostrato o alberetto alto da 1 a 5 m, con corteccia bruno-rossiccia, foglie squamiformi, embricate, in alcuni casi aghiformi, di colore verde-cupo. Gli sporofiti maschili sono riuniti in piccoli amenti, quelli femminili portati su piccoli peduncoli ricurvi. I coni, chiamati coccole, appaiono come pseudobacche globoso-ovali, pendule, nerastro-violacee a maturità, contenenti piccoli semi ovali. È una pianta velenosa diffusa in luoghi soleggiati e scoscesi delle zone montane dove viene coltivata spesso per il consolidamento del terreno e come pianta ornamentale.
- Tra le specie coltivate nell'arboricoltura da legno troviamo il Juniperus virginiana noto con il nome di cedro della Virginia e originario dell'America nord-orientale. È un albero alto fino a 30 m, con foglie glauche in parte aghiformi, sottili, lunghe circa 1 cm, e in parte squamiformi non più lunghe di 2 mm. Porta pseudobacche (coni) ovoidali pruinose ed erette.
- Tra le specie ornamentali citiamo inoltre Juniperus rigida Sieb. & Zucc., specie rustica originaria del Giappone e della Corea. È un albero sempreverde alto 6–9 m con ramificazioni slanciate, a effetto ricadente, con le foglie aghiformi e rigide, riunite in gruppi di tre, di colore verde-giallastro, argentate al rovescio. I coni sono globosi, di colore nerastro e ricoperti da pruina.

## Metodi di coltivazione
La coltivazione del ginepro richiede clima temperato, dalle frequenti precipitazioni estive, esposizione in pieno sole o mezz'ombra e suolo ricco ma sabbioso o carsico.
Si moltiplica con la semina o per talea di nuovi getti in primavera.

## Usi

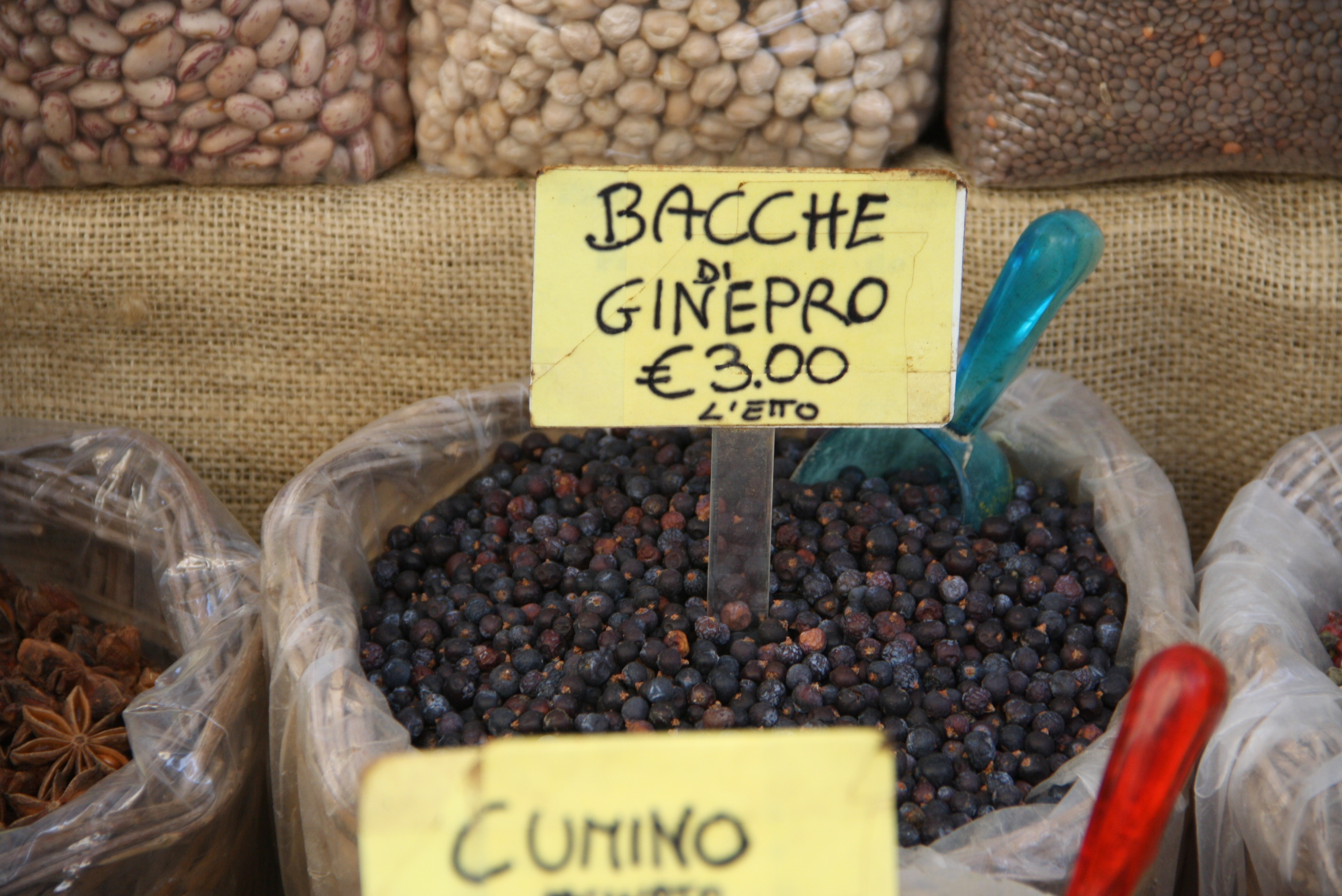
Bacche di ginepro per uso culinario in vendita al mercato di Ortigia a Siracusa.

- Le numerose varietà, con foglie di colore verde-azzurro dal gradevole odore di essenza resinosa, vengono coltivate per decorare parchi, ampi giardini e boschetti di conifere.
- In arboricoltura da legno, vengono coltivate per la produzione di legname principalmente le seguenti specie:
  - Juniperus phoenicea L. noto come ginepro licio o ginepro fenicio,
  - Juniperus oxycedrus L. noto come ginepro rosso o appeggi,
  - Juniperus virginiana L. noto come ginepro di Virginia o cedro rosso della Virginia.
- In selvicoltura,
  - per il consolidamento di litoranei sabbiosi si utilizza per la sua resistenza alla salsedine il Juniperus macrocarpa S. & S. conosciuto con il nome volgare di ginepro coccolone;
  - per il rimboschimento delle zone montuose e aride si utilizza invece il Juniperus communis L. noto come ginepro comune.
- Il legno di ginepro, di colore rosso e dal tipico odore resinoso, viene impiegato per lavori di intaglio e per suffumigi contro i dolori reumatici; il ginepro della Virginia fornisce il legno per matite di ottima qualità.
- I coni (detti "bacche di ginepro" ma non sono frutti) si usano anzitutto nelle arti culinarie come spezie per salse e sughi, piatti di selvaggina e stufati di carne, per i crauti, nonché per la fabbricazione di superalcolici quali gin, grappa con bacche di ginepro, la gineprata e il Kranewitter (prodotto tradizionale altoatesino).
- Dai suoi coni, o coccole, si estrae per distillazione un olio essenziale, chiamato essenza di ginepro. Il residuo della distillazione, trattato con acqua e concentrato sotto vuoto, produce un liquido sciropposo, chiamato estratto di ginepro.
- I suoi rami sono usati in piccola parte per aromatizzare l'affumicatura.
- La convinzione che l'incenso di ginepro tenga lontano il male era comune tra i popoli turchi. Jeremiah Curtin notò che alcuni sciamani in Siberia usavano l'incenso di ginepro prima di sacrificare gli animali.[3]

Uno studio effettuato dall'Università di Camerino ha approfondito una particolarità delle piante di ginepro (Juniperus communis e Juniperus oxycedrus), cioè la loro capacità di promuovere la formazione di biogruppi. In particolare i biogruppi di ginepro racchiudono all'interno varie specie legnose ed erbacee che permettono di promuovere la successione secondaria del territorio.

### Uso in medicina popolare e come fitoterapico
La medicina popolare attribuisce altissimo valore curativo all'olio ottenuto dalla distillazione dei coni e ne ipotizza grandi doti come rimedio per:
- disturbi digestivi
- malattie respiratorie
- malattie delle vie urinarie
- malattie reumatiche

Non sono negabili almeno blandi effetti per tutte queste indicazioni; d'altronde i rischi di un uso prolungato e/o altamente dosato sono insignificanti.
La monografia della Commissione E del Ministero tedesco per la Salute indica:
- Indicazioni: disturbi dispeptici
- Controindicazioni: gravidanze e affezioni renali infiammatorie
- Effetti collaterali: danni renali in caso di utilizzo prolungato o sovradosato
- Interazioni: nessuna nota
- Proprietà: in esperimenti su animali è stato dimostrato un aumento della secrezione urinaria, nonché un'aumentata contrazione di muscolatura liscia (p.e. utero).

Oggi l'olio di ginepro viene usato molto raramente, sia per il suo altissimo costo, sia perché per la maggior parte delle indicazioni esistono farmaci più efficaci e a minor rischio. Un'eccezione possono essere frizioni contro dolori reumatici, come nel seguente esempio:

Rp. Frizione antireumatica
| Aeth. Juniperi    | 2   |
| Spirit. Calami ad | 100 |
D.S. topico. Questo è un medicamento / rimedio. Per ulteriori informazioni chieda al suo medico o farmacista / erborista. (vedi anche ricetta medica magistrale)